# Laerbach
Der Laerbach ist ein 2,1 Kilometer langer rechtsseitiger Zufluss der Werse in Münster/Westfalen. Der kleine Bachlauf entspringt nördlich der Münsterstraße in der zum Stadtteil Handorf gehörigen Bauerschaft Laer, läuft nordwärts und mündet zwischen Stapelskotten und Pleistermühle in die Werse.